# Andrewsiphius
Andrewsiphius es un género extinto de cetáceos, perteneciente a la familia Remingtonocetidae el cual vivió en Pakistán e India durante el periodo Eoceno. La especie tipo es Andrewsiphius sloani. Se han hallado restos en Pakistán en la formación Harudi (Bartoniense Temprano), en la formación Domanda (Lutetiano Tardío), en la formación Panandhro del Eoceno Medio (Lutetiano-Bartoniano) y en la provincia de Baluchistan, en Pakistán central. También existen hallazgos en Baranda, Kutch suroccidental, India.